# Берёзовка (Здвинский район)
Берёзовка— посёлок в Здвинском районе Новосибирской области. Административный центр Рощинского сельсовета.

## География
Площадь посёлка — 90 гектаров.

## Население
| 2002 | 2007 | 2010 |
| ---- | ---- | ---- |
| 419  | ↘370 | ↘351 |

## Инфраструктура
В посёлке по данным на 2007 год функционируют учреждение здравоохранения и образовательное учреждение.